# Grand Prix de la Ville de Rennes 2004
Il Grand Prix de la Ville de Rennes 2004, ventiseiesima edizione della corsa e valida come evento UCI categoria 1.3, fu disputata il 4 aprile 2004 su un percorso di 192,3 km. Fu vinto dall'estone Andrus Aug che terminò la gara in 4h50'31", alla media di 39,715 km/h.
Partenza con 111 ciclisti, dei quali 90 portarono a termine il percorso.

## Ordine d'arrivo (Top 10)
| Pos. | Corridore            | Squadra        | Tempo    |
| ---- | -------------------- | -------------- | -------- |
| 1    | Andrus Aug           | Domina Vacanze | 4h50'31" |
| 2    | Saulius Ruškys       | Oktos          | s.t.     |
| 3    | Kirk O'Bee           | Navigators     | s.t.     |
| 4    | Takehiro Mizutani    | Bridgestone    | s.t.     |
| 5    | Crescenzo D'Amore    | Acqua & Sap.   | s.t.     |
| 6    | Roman Luhovyy        | R.A.G.T.       | s.t.     |
| 7    | Sergio Marinangeli   | Domina Vacanze | s.t.     |
| 8    | Freddy Bichot        | Fdjeux.com     | s.t.     |
| 9    | Anthony Geslin       | La Boulangère  | s.t.     |
| 10   | Alessandro Bertolini | Alessio        | s.t.     |